# Tipula murina
Tipula murina är en tvåvingeart som först beskrevs av Franz Paula von Schrank 1803.  Tipula murina ingår i släktet Tipula och familjen fjädermyggor.
Artens utbredningsområde är Tyskland. Inga underarter finns listade i Catalogue of Life.